# Chiesa di Santo Stefano Protomartire (Novellara)
La chiesa di Santo Stefano Protomartire è la parrocchiale di Novellara, in provincia di Reggio Emilia e diocesi di Reggio Emilia-Guastalla; fa parte del vicariato della Pianura.

## Storia
La pieve di Novellara fu istituita probabilmente nel V secolo. Si sa che nel 1512 iniziarono i lavori di ricostruzione della chiesa, ma ben presto s'interruppero; furono ripresi appena nel 1567 da Alfonso I Gonzaga, che affidò il progetto a Lelio Orsi. Nello stesso anno papa Pio V conferì il titolo di collegiata alla chiesa, che fu terminata nel 1582.
Tra il 1616 ed il 1620 fu eretto il campanile e, nel 1642, importanti lavori di rifacimento condotti da Nicolò Sebregondi conferirono alla pieve l'aspetto che tutt'oggi ha. Nel 1753 venne realizzata la facciata, disegnata dal reggiano Gian Battista Cattani Cavallari. Nel 1858 furono scolpite da Antonio Ilarioni le quattro statue che ancora oggi adornano la facciata e, nel 1866, la chiesa passò alla diocesi di Guastalla. La consacrazione fu impartita il 27 giugno 1902. Nella seconda metà del Novecento diversi lavori di restauro restituirono all'edificio l'antico splendore.
Il diritto di patronato su questa chiesa, istituito dai Gonzaga di Novellara e per vicende dinastiche passato all' Arciduca d’Austria Ferdinando d’Asburgo Lorena e a Maria Beatrice d’Este, in vigore fino alla seconda metà del XX secolo, è ricordato da uno stemma austro-estense posto nella controfacciata interna, sopra il portale.